# Lingelsheimia
Lingelsheimia es un género de plantas perteneciente a la  familia Putranjivaceae. Comprende seis especies originarias de África tropical y Madagascar.

## Sinonimia
- Aerisilvaea Radcl.-Sm.
- Danguyodrypetes Leandri[1]

## Especies
- Lingelsheimia abbayesii (Leandri) Radcl.-Sm., Kew Bull. 52: 172 (1997).
- Lingelsheimia ambigua (Leandri) Radcl.-Sm., Kew Bull. 52: 172 (1997).
- Lingelsheimia fiherenensis (Leandri) Radcl.-Sm., Kew Bull. 52: 172 (1997).
- Lingelsheimia frutescens Pax, Bot. Jahrb. Syst. 43: 317 (1909).
- Lingelsheimia manongarivensis (Leandri) G.L.Webster, Ann. Missouri Bot. Gard. 81: 47 (1994).
- Lingelsheimia sylvestris (Radcl.-Sm.) Radcl.-Sm., Kew Bull. 52: 172 (1997).